# Wroxall (île de Wight)
Wroxall est un village et une paroisse civile  dans le centre-sud de l'île de Wight, en Angleterre. En 2011, la paroisse comptait 1753 habitants.
Il est proche d'Appuldurcombe House.
Les services de bus exploités par Southern Vectis relient le village aux villes de Newport, Ryde, Sandown, Shanklin et Ventnor, ainsi qu'aux villages intermédiaires.

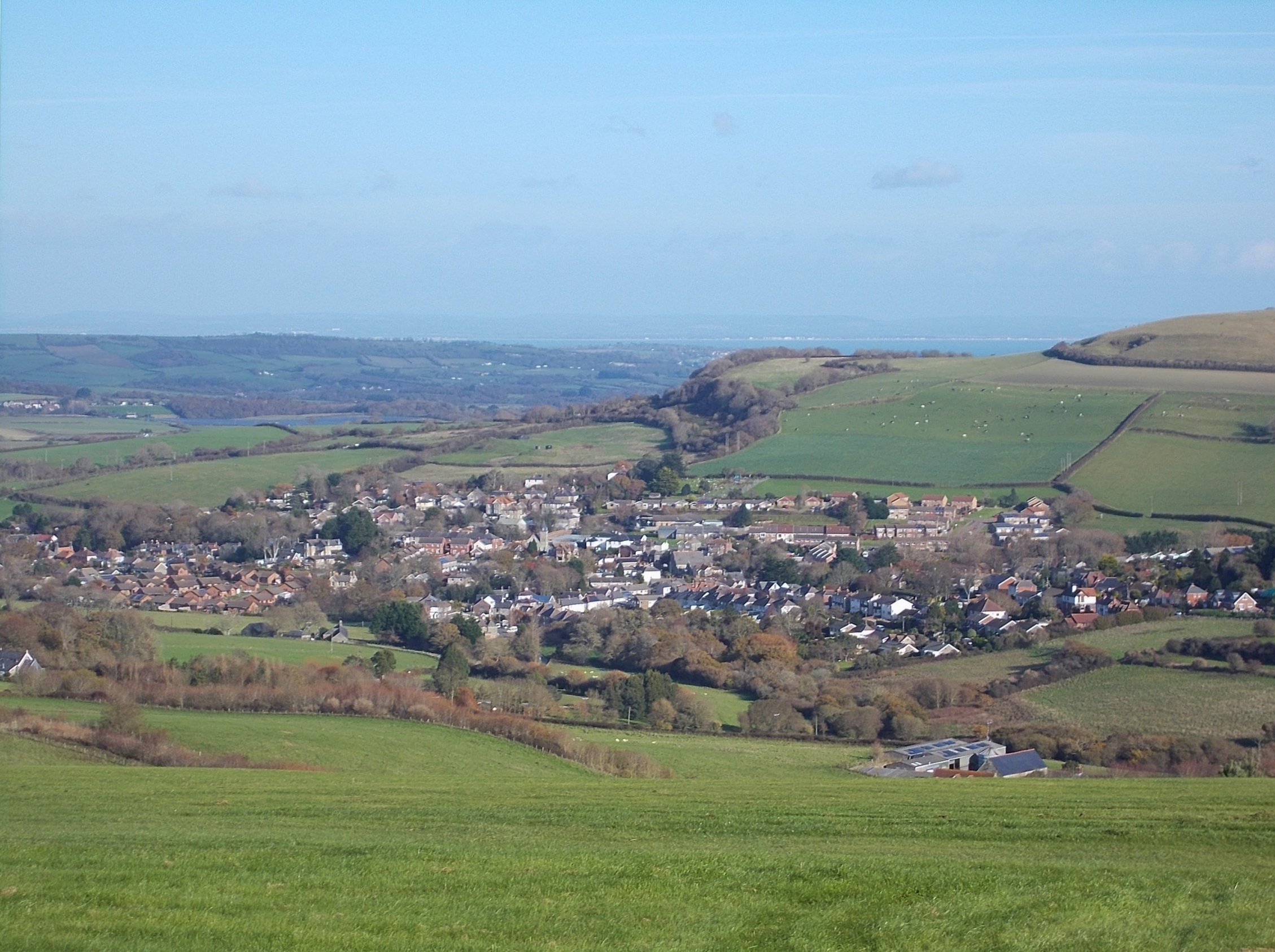
Vue de Wroxall depuis Stenbury Down